# KÍ Klaksvík
Maillots
Le KÍ Klaksvík est un club féroïen de football basé à Klaksvík.
C'est l'un des clubs les plus titrés de l'archipel, ayant remporté 21 titres de champion, 6 coupes des Îles Féroé ainsi que 3 supercoupes. Il dispute en 2023 sa soixante-dix-neuvième édition du championnat de première division.
| \| KÍ \| Localisation du KÍ Klaksvík. |
| KÍ                                    |

## Historique
- 1904 : fondation du club
- 1942 : le club remporte son premier titre lors de la premiète saison du championnat.
- 1954 : le club remporte son cinquième titre de championnat.
- 1966 : le club remporte sa première coupe mais aussi son premier doublé coupe / championnat. C'est également le dixième titre de championnat.
- 1972 : le club remporte son 15e titre de championnat.
- 1992 : première participation à une Coupe d'Europe (C1, saison 1992-1993).
- 1995 : le club remporte son premier match européen en s'imposant 3-2 à domicile face au Maccabi Haïfa en Coupe des coupes (C2).
- 1999 : le club remporte son cinquième titre de coupe.
- 2016 : le club remporte son sixième titre de coupe.
- 2020 : le club remporte son premier titre de supercoupe. La même année, le club devient le premier des Îles Féroé à atteindre les barrages de qualification d'une compétition européenne, en Ligue Europa. Le club perd ce barrage 1-3 contre les Irlandais de Dundalk.
- 2022 : le club remporte son 20e titre de championnat en finissant la saison invaincus.
- 2023 : le club s'assure de jouer pour la première fois une phase de groupe d'une compétition européenne en battant le BK Häcken, champion de Suède au tirs au but lors du second tour de qualification pour la Ligue des champions. À la suite de la défaite du KÍ au troisième tour qualificatif face à Molde, le club est reversé en barrages qualificatifs de Ligue Europa. Leur défaite à ce stade face au Sheriff Tiraspol leur garantit d'être reversé en phases de groupe de Ligue Europa Conférence.
- 2024 : Le club est le premier des Îles Féroé à participer à l'Atlantic Cup, un tournoi de présaison. Cela lui permet d'affronter des équipes telles que le FC Copenhague, l'IFK Göteborg ou le FC Midtjylland.

Pour sa première phase de groupe européenne, le KÍ Klaksvík placé dans le pot 4 de Ligue Europa Conférence doit affronter les Slovaques du Slovan Bratislava, les Slovènes de l'Olimpija Ljubljana et les français du Lille OSC. Pour son premier match en Ligue Europa Conférence, Klaksvik s'incline 2-1 au Tehelné pole du ŠK Slovan Bratislava. Les visiteurs avaient pourtant ouvert le score à la 49e minute sur un but de Deni Pavlovic. Le club obtient son premier point européen en tenant le Lille OSC en échec au Tórsvøllur sur un score nul et vierge. La troisième journée de cette phase de groupe européenne voit le club remporter son premier match, en battant à domicile les Slovènes de l'Olimpija Ljubljana sur le score de 3-0.

## Bilan sportif

### Palmarès
| Compétitions nationales | Compétitions internationales |
| --- | --- |
| - Championnat des îles Féroé (21) - Champion : 1942, 1945, 1952, 1953, 1954, 1956, 1957, 1958, 1961, 1966, 1967, 1968, 1969, 1970, 1972, 1991, 1999, 2019, 2021, 2022, 2023 - Coupe des îles Féroé (6) - Vainqueur : 1966, 1967, 1990, 1994, 1999, 2016 - Finaliste : 1955, 1957, 1973, 1979, 1992, 1998, 2001, 2006, 2022 - Supercoupe des îles Féroé (3) - Vainqueur : 2020, 2022, 2023 - Finaliste : 2017 | - Ligue des champions - Troisième tour qualificatif : 2023-24 - Ligue Europa - Barrages de qualification : 2020-21 et 2023-24 - Ligue Europa Conférence - Phase de groupes : 2023-24 |

### Bilan européen
Légende
- Victoire ou qualification pour le tour suivant.
- Match nul.
- Défaite ou élimination de la compétition.

Note : dans les résultats ci-dessous, le score du club est toujours donné en premier
| Saison    | Compétition             | Tour              | Club                     | Domicile             | Extérieur            | Total                |
| --------- | ----------------------- | ----------------- | ------------------------ | -------------------- | -------------------- | -------------------- |
| 1992-1993 | Ligue des champions     | Tour préliminaire | Skonto Riga              | 1 - 3                | 0 - 3                | 1 - 6                |
| 1995-1996 | Coupe des coupes        | Tour préliminaire | Maccabi Haïfa            | 3 - 2                | 0 - 4                | 3 - 6                |
| 1997-1998 | Coupe UEFA              | Premier tour Q    | Újpest FC                | 2 - 3                | 0 - 6                | 2 - 9                |
| 1999-2000 | Coupe UEFA              | Tour préliminaire | Grazer AK                | 0 - 5                | 0 - 4                | 0 - 9                |
| 2002-2001 | Ligue des champions     | Premier tour Q    | Étoile rouge de Belgrade | 0 - 3                | 0 - 2                | 0 - 5                |
| 2002-2003 | Coupe UEFA              | Tour préliminaire | Újpest FC                | 2 - 2                | 0 - 1                | 2 - 3                |
| 2003-2004 | Coupe UEFA              | Tour préliminaire | Molde FK                 | 0 - 2                | 0 - 4                | 0 - 6                |
| 2017-2018 | Ligue Europa            | Premier tour Q    | AIK Solna                | 0 - 0                | 0 - 5                | 0 - 5                |
| 2018-2019 | Ligue Europa            | Tour préliminaire | Birkirkara FC            | 2 - 1                | 1 - 1                | 3 - 2                |
| 2018-2019 | Ligue Europa            | Premier tour Q    | Žalgiris Vilnius         | 1 - 2                | 1 - 1                | 2 - 3                |
| 2019-2020 | Ligue Europa            | Tour préliminaire | SP Tre Fiori             | 5 - 1                | 4 - 0                | 9 - 1                |
| 2019-2020 | Ligue Europa            | Premier tour Q    | FK Riteriai              | 0 - 0                | 1 - 1                | 1E - 1               |
| 2019-2020 | Ligue Europa            | Deuxième tour Q   | FC Lucerne               | 0 - 1                | 0 - 1                | 0 - 2                |
| 2020-2021 | Ligue des champions     | Premier tour Q    | Slovan Bratislava        | Victoire par forfait | Victoire par forfait | Victoire par forfait |
| 2020-2021 | Ligue des champions     | Deuxième tour Q   | BSC Young Boys           | N/A                  | 1 - 3                | 1 - 3                |
| 2020-2021 | Ligue Europa            | Troisième tour Q  | Dinamo Tbilissi          | 6 - 1                | N/A                  | 6 - 1                |
| 2020-2021 | Ligue Europa            | Barrages Q        | Dundalk FC               | N/A                  | 1 - 3                | 1 - 3                |
| 2021-2022 | Ligue Europa Conférence | Premier tour Q    | FK RFS                   | 2 - 4 ap             | 3 - 2                | 5 - 6                |
| 2022-2023 | Ligue des champions     | Premier tour Q    | FK Bodø/Glimt            | 3 - 1                | 0 - 3                | 3 - 4                |
| 2022-2023 | Ligue Europa Conférence | Deuxième tour Q   | Sutjeska Nikšić          | 1 - 0                | 0 - 0                | 1 - 0                |
| 2022-2023 | Ligue Europa Conférence | Troisième tour Q  | KF Ballkani              | 2 - 1 ap             | 2 - 3                | 4 - 4 (3 - 4 tab)    |
| 2023-2024 | Ligue des champions     | Premier tour Q    | Ferencváros TC           | 0 - 0                | 3 - 0                | 3 - 0                |
| 2023-2024 | Ligue des champions     | Deuxième tour Q   | BK Hacken                | 0 - 0                | 3 - 3 ap             | 3 - 3 (4 - 3 tab)    |
| 2023-2024 | Ligue des champions     | Troisième tour Q  | Molde FK                 | 2 - 1                | 0 - 2 ap             | 2 - 3                |
| 2023-2024 | Ligue Europa            | Barrages Q        | Sheriff Tiraspol         | 1 - 1                | 1 - 2                | 2 - 3                |
| 2023-2024 | Ligue Europa Conférence | Groupe A          | LOSC Lille               | 0 - 0                | 0 - 3                | Quatrième            |
| 2023-2024 | Ligue Europa Conférence | Groupe A          | Slovan Bratislava        | 1 - 2                | 1 - 2                | Quatrième            |
| 2023-2024 | Ligue Europa Conférence | Groupe A          | Olimpija Ljubljana       | 3 - 0                | 0 - 2                | Quatrième            |
| 2024-2025 | Ligue des champions     | Premier tour Q    | FC Differdange 03        | 2 - 0                | 0 - 0                | 2 - 0                |
| 2024-2025 | Ligue des champions     | Deuxième tour Q   | Malmö FF                 | 3 - 2                | 1 - 4                | 4 - 6                |
| 2024-2025 | Ligue Europa            | Troisième tour Q  | Borac Banja Luka         | 2 - 1                | 1 - 3 ap             | 3 - 4                |
| 2024-2025 | Ligue Conférence        | Barrages Q        | HJK Helsinki             | 2 - 2                | 1 - 2                | 3 - 4                |
| 2025-2026 | Ligue Conférence        | Premier tour Q    | SJK Seinäjoki            | 2 - 0                | 2 - 1                | 4 - 1                |
| 2025-2026 | Ligue Conférence        | Deuxième tour Q   | FK Radnički 1923         | 1 - 0                | 0 - 0                | 1 - 0                |
| 2025-2026 | Ligue Conférence        | Troisième tour Q  | Nioman Hrodna            | 2 - 0                | 0 - 2 ap             | 2 - 2 (4 - 5 tab)    |

1. ↑  Affecté par plusieurs cas de Covid-19 au sein de son effectif, le Slovan Bratislava se trouve dans l'incapacité de disputer la rencontre contre le KÍ Klaksvík et est déclaré perdant par forfait[2].